# Protaetia vidua
Protaetia vidua är en skalbaggsart som beskrevs av Hippolyte Louis Gory och Achille Rémy Percheron 1833. Protaetia vidua ingår i släktet Protaetia och familjen Cetoniidae. Inga underarter finns listade i Catalogue of Life.